# Sint-Baafskerk (Mendonk)
De Sint-Baafskerk in de Belgische deelgemeente Mendonk is een kerkgebouw  toegewijd aan Bavo van Gent. Deze eenbeukige bakstenen kerk werd rond 1870 totaal heropgebouwd naar de plannen van architect E. De Pierre-Montigny. Ze raakte in 1944 zwaar beschadigd door Duits artillerievuur en in neoromaanse stijl heropgebouwd onder leiding van architect A. Bressers.
Childela, een kloosterlinge, droeg de toenmalige kerk op aan Bavo van Gent. In de kerk bewaart men de penitentiesteen waarop, volgens de legende, Bavo zijn hoofd legde om te rusten. Op de plaats waar zijn kluis stond, staat nu de Bavokapel.

## Bouwgeschiedenis
Er is weinig bekend over vroegere erdedienstgebouwen op deze plek. Een gevelsteen in de voormalige voorgevel van een oudere kerk vermeldde heropbouw in 1688. De huidige kerk is in tegenstelling met de vroegere naar het noorden gericht. Een rondboogportaal in de zuidgevel wordt bekroond met een rondboogvenster. De vierkantige toren is afgedekt met een leien naaldspits en voorzien van galmgaten en een uurwerk. 

## Galerij

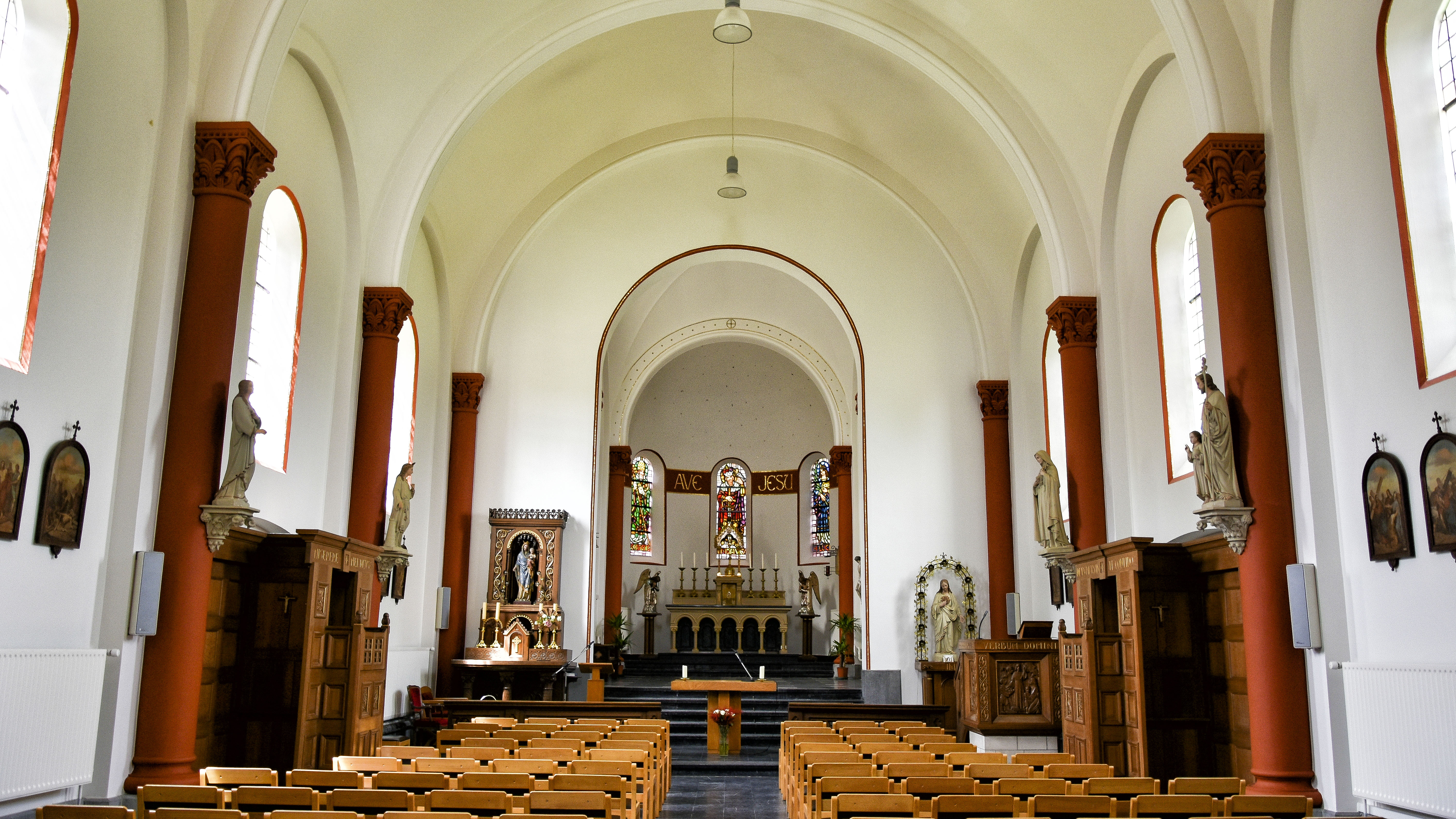
Het interieur van de kerk
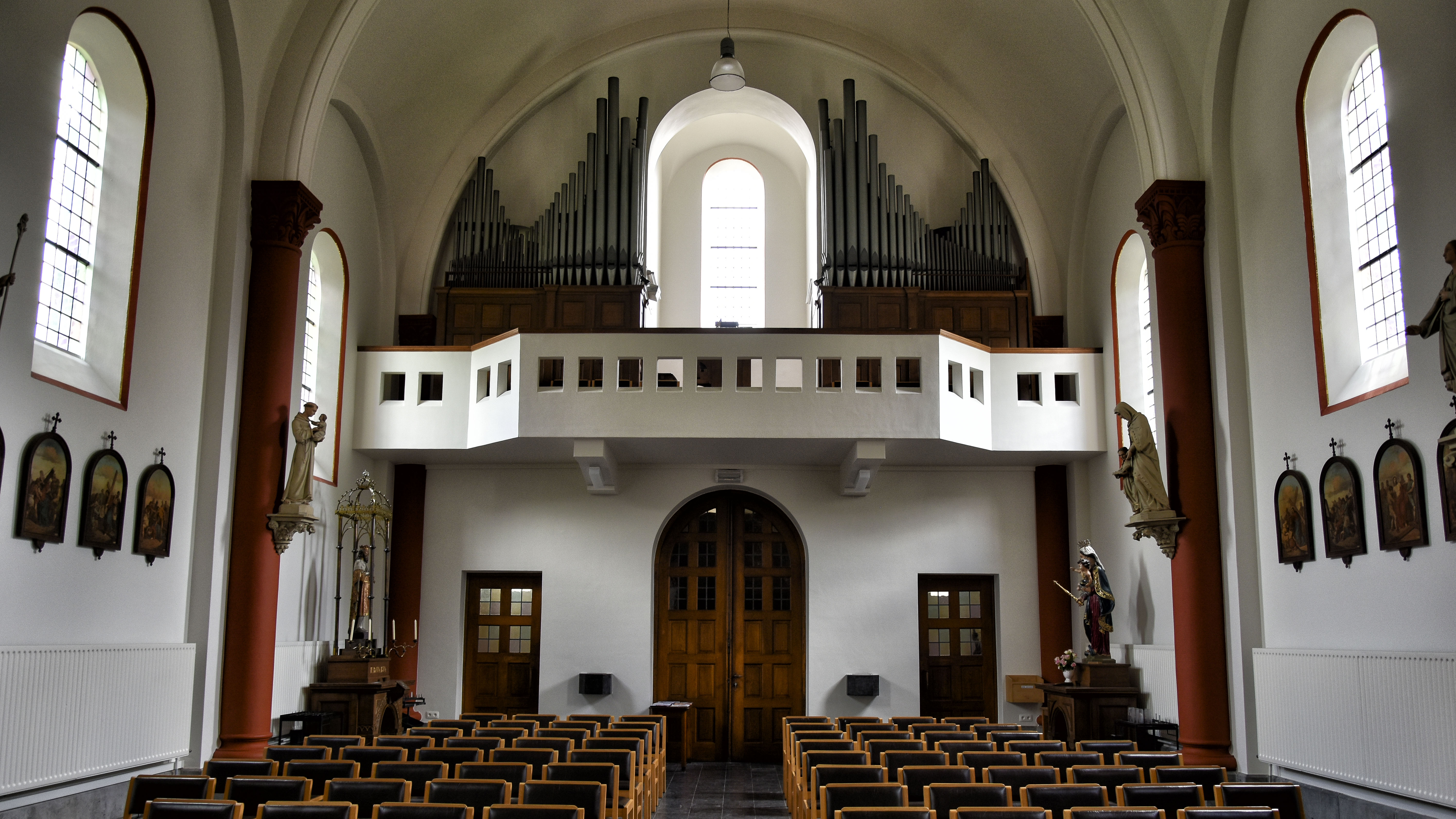
De achterzijde met het orgel
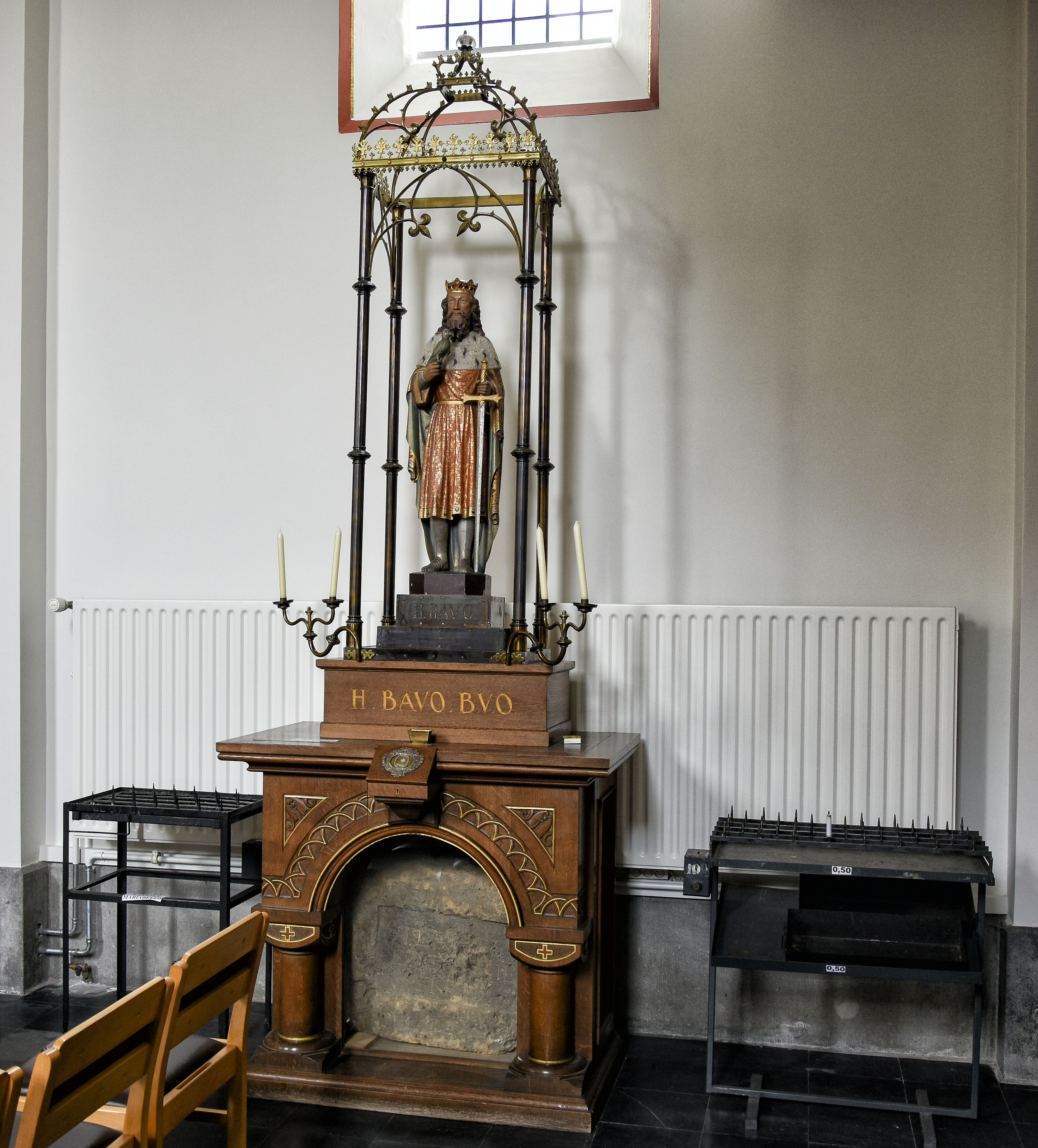
Bavo en de penitentiesteen